# Princival·leïta
La princival·leïta és un mineral de la classe dels silicats que pertany al grup de la turmalina. Rep el nom en honor de Francesco Princivalle (Merlara, Pàdua, Itàlia, 19 de setembre de 1956), professor titular de mineralogia del Departament de Matemàtiques i Geociències de la Universitat de Trieste, a Itàlia.

## Característiques
La princival·leïta és un ciclosilicat de fórmula química Na(Mn₂Al)Al₆(Si₆O18)(BO₃)₃(OH)₃O. Va ser aprovada com a espècie vàlida per l'Associació Mineralògica Internacional l'any 2020, sent publicada l'any 2022. Cristal·litza en el sistema trigonal.
L'exemplar que va servir per a determinar l'espècie, el que es coneix com a material tipus, es troba conservat a les col·leccions mineralògiques del Museo Civico di Storia Naturale di Milano, a Milà (Itàlia), amb el número de catàleg: m38850.

## Formació i jaciments
Va ser descoberta a Curiglia, una localitat de la província de Varese, a la Llombardia (Itàlia). Aquest indret és l'únic a tot el planeta on ha estat descrita aquesta espècie mineral.